# Zamek w Warwick

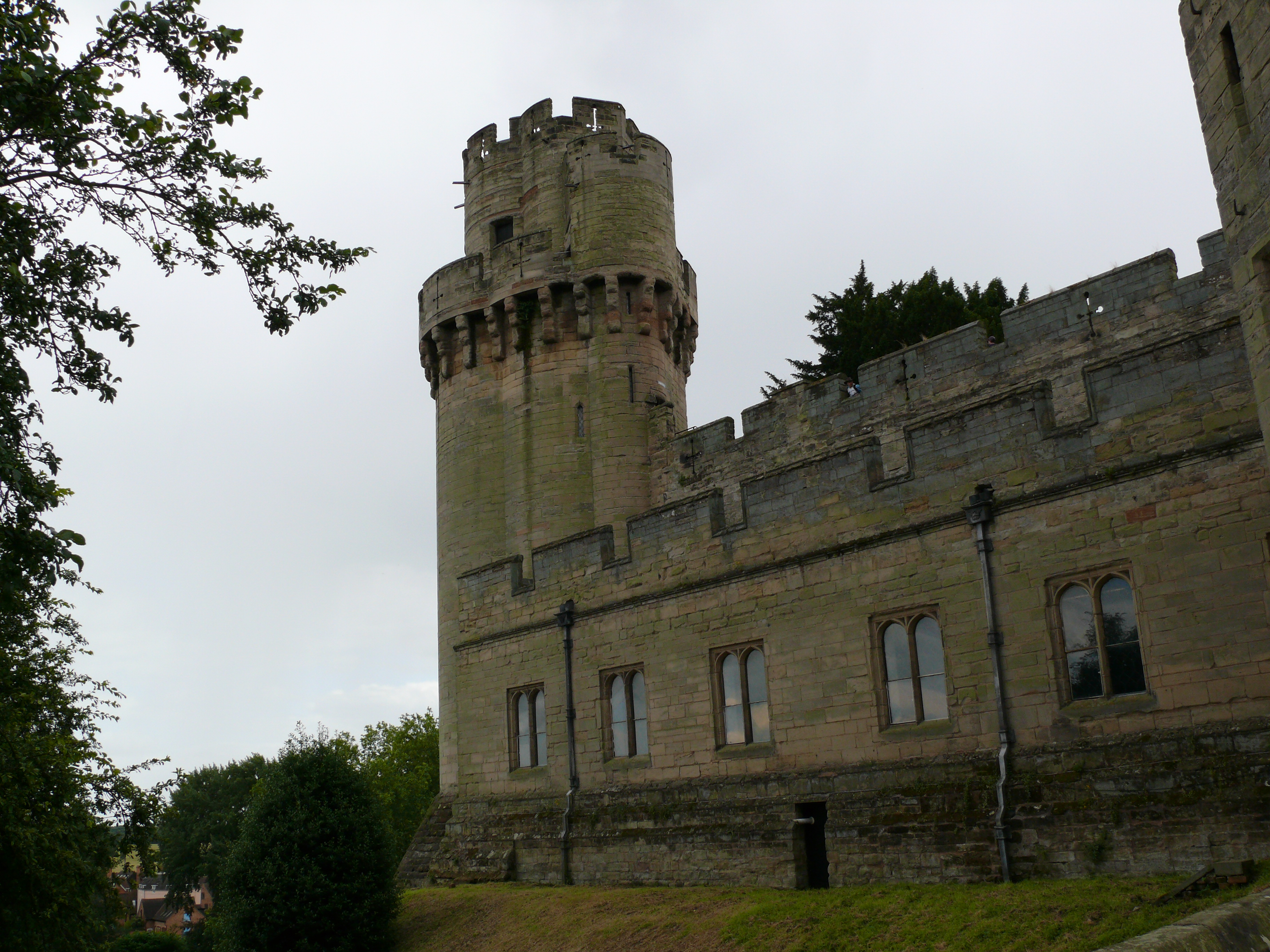
Wieża Cesarza (wybudowana w l. 1330-1360

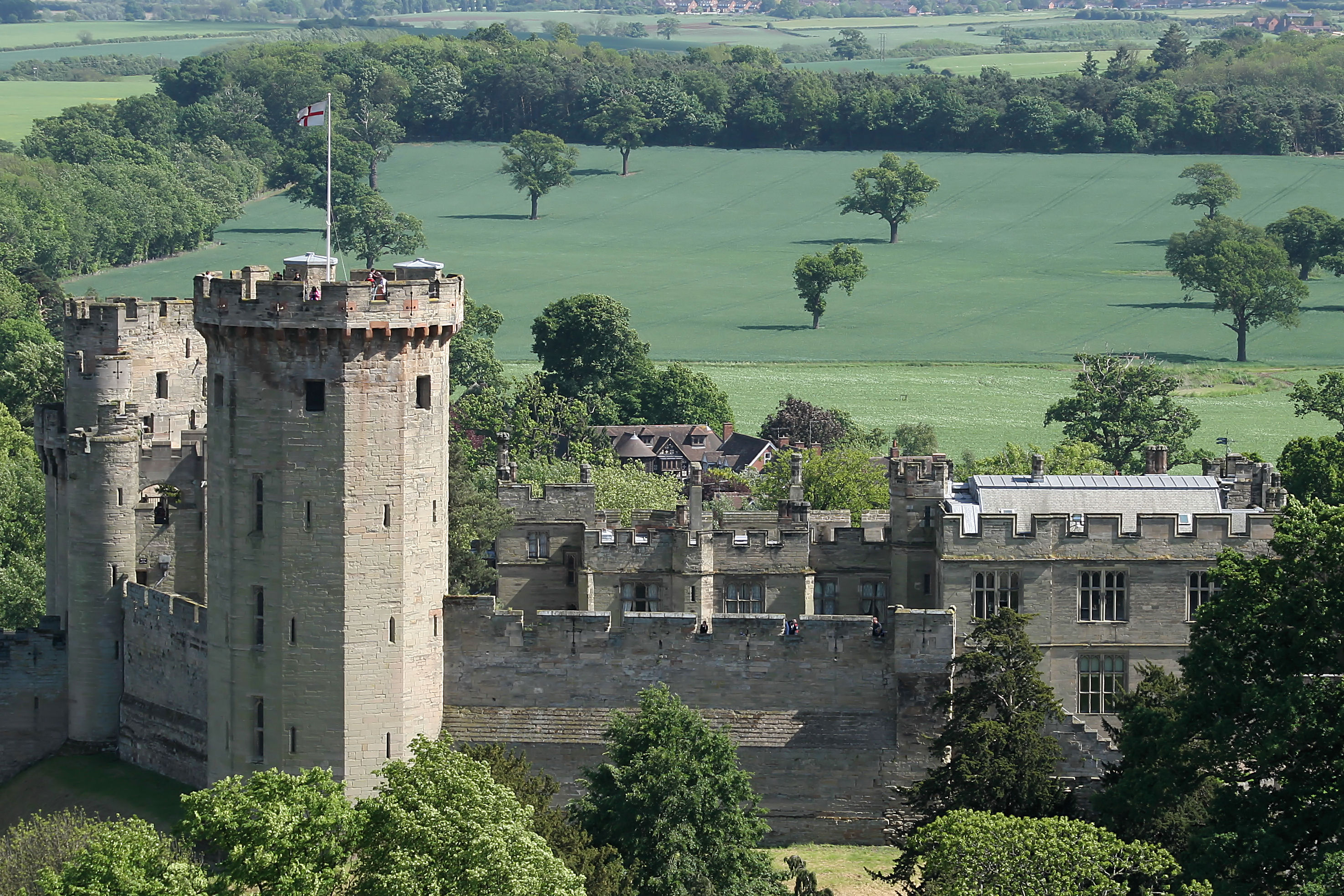
Widok Zamku Warwick od strony kościoła św. Marii

Zamek w Warwick (ang. Warwick Castle) – średniowieczny zamek położony w Warwick, w hrabstwie Warwick, w środkowej Anglii. Znajduje się on na brzegu malowniczej rzeki Avon.
Warwick Castle został wybudowany w 1068 przez Wilhelma Zdobywcę na terenie, bądź w sąsiedztwie, anglosaskiej ufortyfikowanej wioski. Był używany aż do wczesnych lat XVII wieku, kiedy to Sir Fulke Greville przekształcił go w typowo angielską posiadłość wiejską (Country house). Był posiadłością rodziny Greville, która w 1759 uzyskała tytuł hrabiów Warwick, do 1978.
Od 1088 roku zamek należał tradycyjnie do hrabiów Warwick. Był niejako symbolem ich potęgi do 1153, kiedy to został im zabrany przez króla Henryka II. W tym czasie był używany głównie jako więzienie, także dla jeńców spod Poitiers. Z kolei gdy był w posiadaniu Richarda Neville'a, został w nim uwięziony Edward IV York.
Od wybudowania w XI wieku, zamek został poddany wielu zmianom, np. dobudowanie wież, przebudowanie części reprezentacyjnej. Oryginalną drewnianą rezydencję typu motte przekształcono w kamienną w XII wieku. W czasie trwania wojny stuletniej, główna fasada została ufortyfikowana. W XVII wieku tereny wokół zamku zostały przekształcone w ogrody. Obrona zamku została wzmocniona w czasie przygotowań do wojny domowej. Baron Robert Greville był zwolennikiem parlamentu. Zamek musiał więc wtedy stawić opór oblężeniu rojalistów, później był używany jako więzienie dla "parlamentarnych" jeńców. 
The Tussauds Group zakupiła i otworzyła Zamek dla zwiedzających w 1978. Jest on prawnie chroniony i wpisany na listę zabytków Wielkiej Brytanii (kategoria I).